# Kubang Utara Sikabu
Kubang Utara Sikabu is een bestuurslaag in het regentschap Sawah Lunto van de provincie West-Sumatra, Indonesië. Kubang Utara Sikabu telt 795 inwoners (volkstelling 2010).